# Gigon Guyer
 (mars 2024).
Si vous disposez d'ouvrages ou d'articles de référence ou si vous connaissez des sites web de qualité traitant du thème abordé ici, merci de compléter l'article en donnant les références utiles à sa vérifiabilité et en les liant à la section « Notes et références ».
Pour les articles homonymes, voir Gigon et Guyer.
Gigon Guyer est une agence d'architecture créée en 1987 par Annette Gigon et Mike Guyer (de) et basée à Zurich.

## Principales réalisations

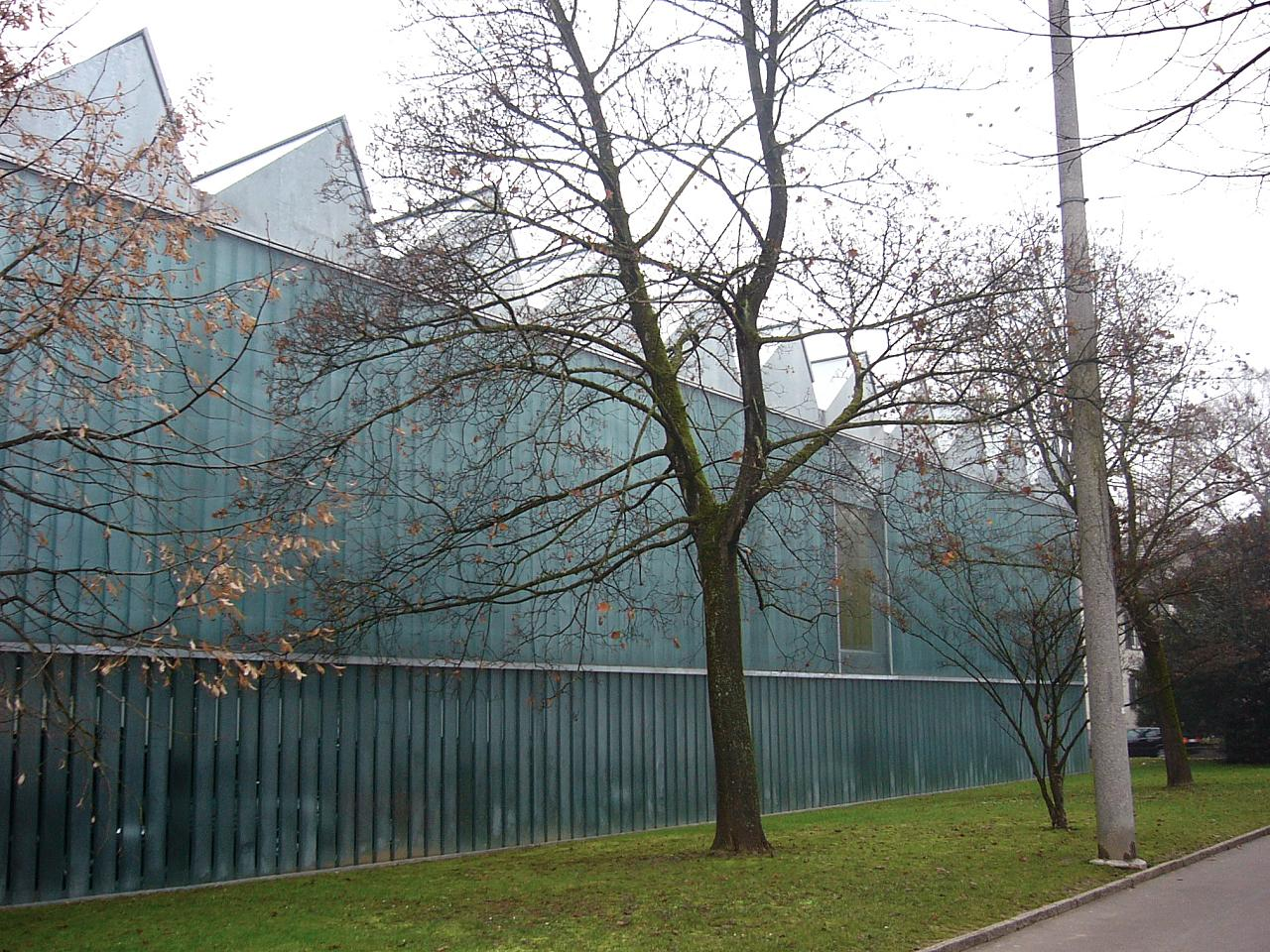
Extension du musée d'art de Winterthour.

- Musée Kirchner, 1992, Davos
- Musée d'art (de), 1995, Winterthour
- Centre Sportif, 1996, Davos
- Musée Liner, 1998, Appenzell
- Centre d'Aiguillage SBB, 1999, Zurich
- Espace de l'art concret, 2004, Mouans-Sartoux
- Prime Tower, 2011, Zurich